# Phaenochitonia arbuscula
Phaenochitonia arbuscula är en fjärilsart som beskrevs av Heinrich Benno Möschler 1883. Phaenochitonia arbuscula ingår i släktet Phaenochitonia och familjen Riodinidae. Inga underarter finns listade i Catalogue of Life.